# Sloop giratori

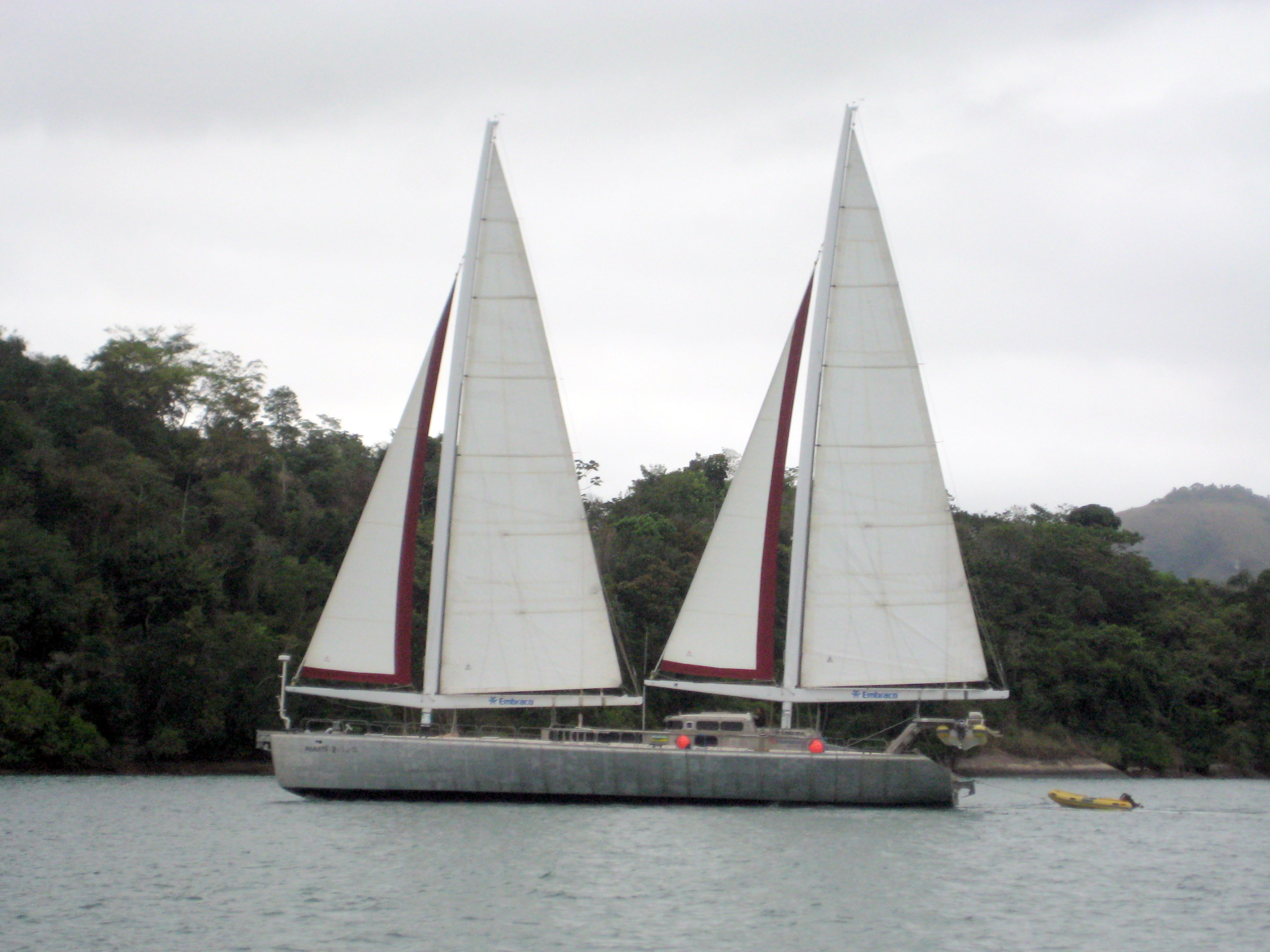
"Paratii 2", iot de creuer amb doble aparell "sloop giratori", propietat del senyor Amyr Klink

L'aparell anomenat "sloop giratori" és un tipus de velam utilitzat des de fa anys en models de radiocontrol. En velers reals hi ha versions amb denominació registrada (Easy Rig®,, Aero Rig®,, ...).

## Descripció
Bàsicament està format per un arbre vertical que pot girar lliurement i una botavara doble (que s'estén cap a proa i cap a popa) unida rígidament al pal. El conjunt forma una mena de creu asimètrica i invertida. La vela major s'enverga en el pal i en la botavara de popa. El floc s'enverga en l'estai (que va afermat entre el cap del pal i la botavara de proa) i l'escota del floc va a parar a la botavara prop del punt on s'uneix amb el pal. El floc pot tenir, a més, una botavara lliure, només unida a la botavara principal en l'extrem de proa.
Considerant tot l'aparell, amb les dues veles hissades (major i floc), el centre vèlic queda de la banda de la major però relativament a prop del pal. Quan s'exposa al vent sense restriccions el conjunt s'orienta com un penell (en posició "proa al vent") o com una vela rígida.
Mitjançant una escota (l'escota principal) es governa l'aparell. Caçant l'escota de forma adequada l'aparell queda orientat en la posició desitjada. En cenyida la botavara queda formant un angle (d'uns 30 graus) amb la coberta. D'empopada l'angle s'aproxima als 90 graus.
Pel fet que hi ha una vela a cada banda la força que ha de fer l'escota és menor que la que caldria per a caçar la vela major en les mateixes condicions.
Es tracta d'un aparell que simplifica la maniobra. Es governa únicament amb una escota que requereix poc esforç per a ser caçada. En rumbs llargs les veles poden orientar-se de forma efectiva.

## "Swing rig"
En modelisme naval i velers de RC (Radio Control) l'aparell "sloop giratori" es denomina "swing rig" (en anglès) o "balestron" (en francès). Els seus orígens semblen antics (probablement des de 1950) però no hi ha constància documentada del fet.
En algunes classes aquest aparell està prohibit, alguns models l'usen de forma exclusiva i en certs casos o classes un mateix buc pot anar equipat amb aparell sloop o sloop rotatiu.
En les mateixes circumstàncies un aparell sloop clàssic és millor en cenyida. Però un sloop rotatiu és millor en empopada i llargs.

## EasyRig
Una còpia de l'aparell usat en modelisme fou emprat en el catamarà ELF-Aquitaine que, amb Marc Pajot de patró, va batre el rècord de travessa de l'Atlàntic el 1981. El disseny era de Sylvestre Langevin. L'aparell el fabricava i venia la firma Carbospars amb el nom EasyRig.

## AeroRig
Aparentment, la informació sobre l'aparell AeroRig coincideix amb les dades publicades sobre l'aparell EasyRig. L'única diferència es troba en els noms respectius. Probablement la firma constructora, Carbospars Ltd, i els constructors amb llicència (Carbospars S.L.?) empraren ambdues denominacions per qüestions legals o comercials. (Carbonspars Ltd. i Carbonspars S.L. ja no existeixen).
Alguns documents sobre aparells AeroRig poden trobar-se a Internet.

## Aparell "Balanced Rig™"
Aquest aparell és similar als anteriors però amb veles trapezoidals (major i floc) amb "plaques limitadores de flux". En els automòbils de Fórmula 1 aquesta mena de plaques s'usen en l'aleró posterior.

## Vídeos
- Video d'un veler de RC amb aparell giratori.
- Vídeo d'un veler de RC amb aparell "Swing rig"
- Vídeo. Harryproa EasyRig.